# Pomarea whitneyi
Pomarea whitneyi é uma espécie de ave da família Monarchidae endêmica da Polinésia Francesa.

## Distribuição geográfica e habitat
A espécie é encontrada apenas na ilha de Fatu Hiva, nas ilhas Marquesas.

## Conservação
A predação por espécies invasoras, especialmente Rattus rattus e gatos, é a principal ameaça à espécie.